# Raión de Emilchino
Emilchino (en ucraniano: Ємільчинський район) es un raión o distrito de Ucrania en el óblast de Zhytomyr. 
Comprende una superficie de 2112 km².
La capital es la ciudad de Emilchino.

## Demografía
Según estimación 2010 contaba con una población total de 42160 habitantes.

## Otros datos
El código KOATUU es 1821700000. El código postal 11200 y el prefijo telefónico +380 4149.